# Nico Kehl
Nico Kehl (* 22. Juni 2004) ist ein Schweizer Unihockeyspieler, der beim Nationalliga-A-Verein HC Rychenberg Winterthur unter Vertrag steht.

## Karriere
Kehl debütierte in der Saison 2021 für den HC Rychenberg Winterthur in der Nationalliga A.